# منتزه السكون
منتزه السكون مشروع سياحي يقع في محافظة تعز شرقي مدينة تربة في قضاء الحجرية سابقاً، ويبعد عن منتزة التربة 2 كيلومتر (1.2 ميل) تقريباً. أفتتح المشروع في 2012،  وكان العمل به قد بدأ في 2007.

## الموقع
يقع المشروع في منطقة شرف الحنان المطل على المقاطرة قمة جبل قرية حصيره الواقعة في جنوب مدينة تعز.

## تكلفة المشروع
مليار وثلاثمئة مليون ريال يمني .